# 孔遥之
孔遥之（？—？），会稽山阴人，孔子二十九代孙，孔幼之子，官至刘宋尚书水部郎、尚书右丞。有子孔华。 